# Коновалово (Гадячский район)
Коновалово (укр. Коновалове) — село,
Середняковский сельский совет,
Гадячский район,
Полтавская область,
Украина.
Код КОАТУУ — 5320487505. Население по переписи 2001 года составляло 232 человека.

## Географическое положение
Село Коновалово находится в 1-м км от села Ветхаловка и в 2-х км от села Середняки.
Рядом с селом протекает пересыхающий ручей с большой запрудой.
Рядом проходит железная дорога, станция Коновалово.

## История
- 1790 — дата основания.

## Объекты социальной сферы
- Клуб.